# Jan Verkade
 (décembre 2011).
- Si vous ne connaissez pas le sujet, laissez ce bandeau (vous pouvez alors contacter les auteurs).
- Si vous supprimez le contenu mis en cause (vous pouvez préalablement contacter les auteurs),

argumentez précisément cette suppression dans la page de discussion
(un manque de référence n'est pas un argument ; une recherche réelle de référence doit avoir été effectuée, être formellement documentée).
 (décembre 2011).
Jan Verkade est un peintre néerlandais né en 1868 à Zaandam et mort en 1946, moine à Beuron en Allemagne, membre successivement de l'école de Pont-Aven, du groupe des Nabis, et de l'école de Beuron.

## Biographie
Né dans une famille bourgeoise, protestante et mennonite (son père avait créé la biscuiterie Verkade), il délaisse ses études de commerce et envisage de devenir peintre. Admis à l'Académie royale des beaux-arts d'Amsterdam, il suit un enseignement classique.
En 1889, il s'installe dans le village de Hattem avec son beau-frère Jan Voerman, peintre lui aussi, et réalise des scènes rurales et réalistes, ainsi que des paysages. Attiré par la culture symboliste, en 1891, il part pour Paris où il est en contact avec son confrère Meyer de Haan, lequel l'insère dans les cercles littéraire et artistique. Verkade admire l'art de Gauguin qu'il rencontre à diverses reprises et lors de sa soirée d'adieu, alors qu'il s'apprête à partir pour Tahiti. C'est lors de cette soirée que Verkade fait la connaissance de Mogens Ballin, un peintre danois. Grâce à de Haan, Verkade se lie surtout avec Paul Sérusier, qui fréquente lui aussi le milieu symboliste, et l'initie aux théories et recherches des nabis, notamment à la théosophie en partageant des lectures comme Les Grands Initiés d'Édouard Schuré et Séraphîta de Balzac. Les deux hommes se lient d'amitié et Sérusier présente Verkade à Maurice Denis. Surnommé le « nabis obéliscal » en raison de sa stature, Jan Verkade est impressionné par le synthétisme de Gauguin et d'Émile Bernard, et les natures mortes de Cézanne. 
À l'été 1891, Verkade part pour Pont-Aven en compagnie de Mogens Ballin, puis, rejoints par Sérusier, ils partent pour Huelgoat. Il y réalise des portraits au fusain, y peint des paysages et parle de religion avec ses deux amis. Cependant rapidement lassé de Huelgoat qui, selon lui, présente des paysages tellement beaux qu'il n'est pas intéressant de les retoucher, il s'éloigne pour s'installer au Pouldu. Il s'y lie d'amitié avec Maxime Mauffra et Charles Filiger, un peintre mystique qui exerce une influence notoire sur la peinture de Verkade (figures religieuses simplifiées à l'extrême, à la fois très naïves et inspirées du Trecento italien). Tous deux peignent ensemble, et se servent vraisemblablement du même modèle, un jeune homme que l'on peut reconnaître dans la série de Saint Sébastien que Verkade peint à cette époque. Après son séjour au Pouldu, Verkade retourne quelques mois en Hollande, puis séjourne à nouveau à Paris avant d'entamer un second séjour en Bretagne, à Saint-Nolff où Mogens Ballin le rejoint. Verkade y apprend la conversion de son ami, juif d'origine, au catholicisme, et sans doute cette nouvelle conjuguée aux nombreux questionnement religieux qui le tenaillaient depuis un an, ont abouti à sa conversion. Il se fait baptiser selon le rite catholique à Vannes par les Jésuites. Accompagné de Ballin, il part pour l'Italie, admire Giotto et Fra Angelico. Ensemble, ils visitent Florence, Sienne et le monastère franciscain de Fiesole où ils séjournèrent. La figure de François d'Assise, tant par ses représentations que par les écrits qui traduisent sa pensée émurent les deux amis à tel point que Verkade songea à se faire Franciscain et Ballin prit Francesco pour deuxième prénom.
À Rome, Verkade découvre des reproductions sur carton des fresques contemporaines peintes par les moines de l'abbaye allemande de Beuron. Cet art hiératique, basé sur des « mathématiques sacrées » également appelées « saintes mesures » ne l'interpelle que par sa froideur. Verkade retourne séjourner seul au couvent des franciscains de Fiesole, avec la ferme intention de rentrer dans les ordres. Visiblement, c'est sur le conseil de ses hôtes qu'il est amené à rencontrer le père Lenz, sorte de chef spirituel et artistique du monastère de Beuron où il se rend, pour la première fois en 1892. Il y passe quatorze mois durant lesquels il s'imprègne des théories beuroniennes et de la vie monastique. Après un séjour au Danemark, chez Ballin, où il expose ses peintures bretonnes avec succès et participe à l'illustration de la revue La Tour, du poète J. Jurgensen, il rejoint presque définitivement Beuron, y accomplit son noviciat en tant que peintre-oblat en 1897, avant d'être ordonné prêtre en 1902, sous le nom de dom Willibrod Verkade. Il voyage, réalisant des fresques monumentales en Suisse, en Tchécoslovaquie, en Italie et à Jérusalem, puis, après des doutes sur la rigueur de cet Art de Lenz, renonce à la peinture et se consacre à la vie religieuse. En 1922, il publie un récit autobiographique intitulé Le Tourment de Dieu, dans lequel il conte son parcours depuis l'enfance jusqu'à Beuron.

## Œuvre

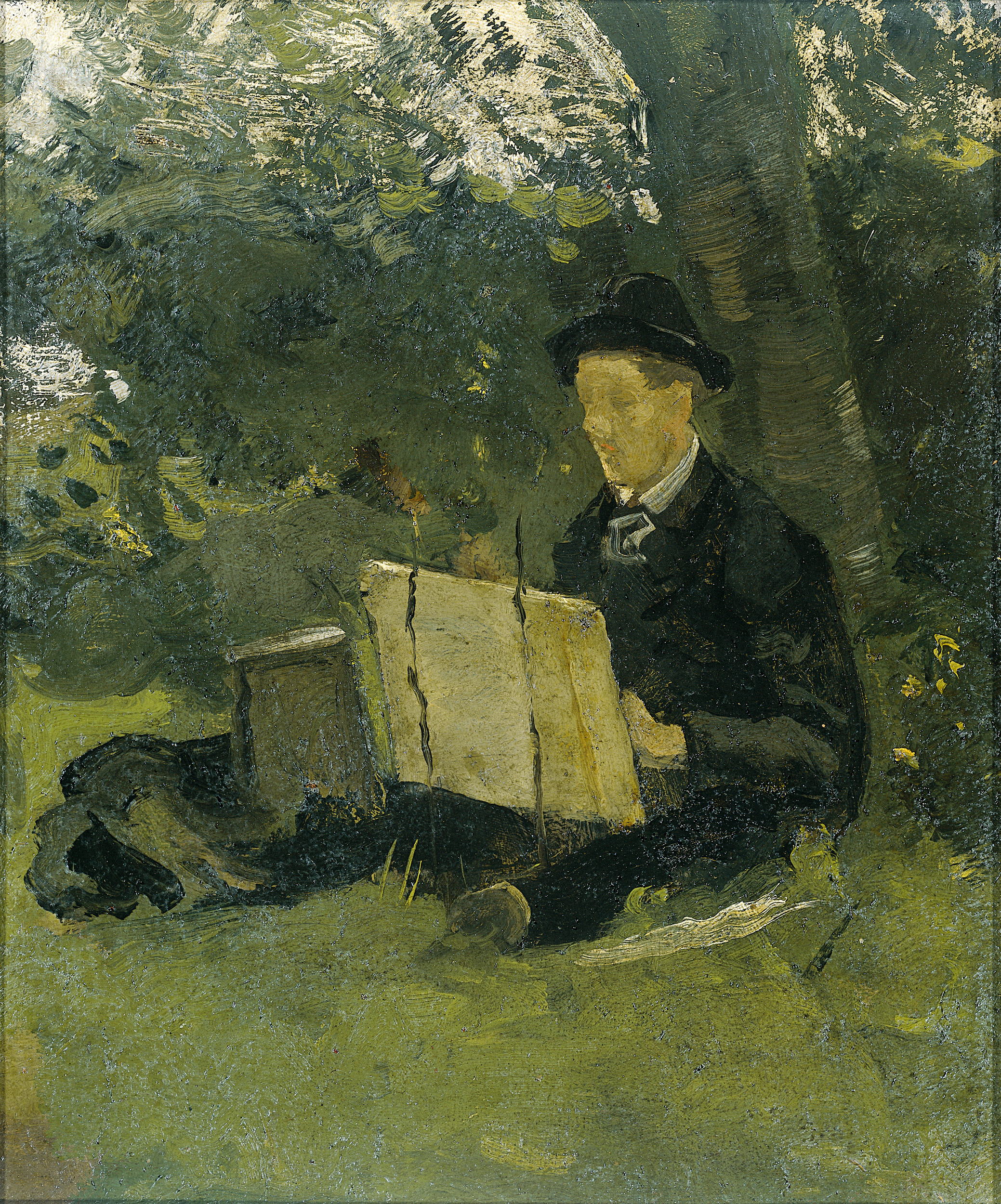
Richard Roland Holst : Jan Verkade peignant sous un arbre (1890), huile sur toile, Rijksmuseum.

Verkade ne fit partie des nabis que deux ans (1891 et 1892), mais ils entretinrent des échanges artistiques et une amitié qui ne cessèrent pas, même bien après sa conversion. Serusier et Denis restèrent en correspondance toute leur vie avec lui et lui rendirent visite à plusieurs reprises, comme en témoigne le tableau de Denis Les Moines de Beuron, réalisé en 1903 où Denis portraiture notamment Verkade et le père Lenz.
Exception faite de son œuvre beuronienne, qui obéit à des règles très strictes et ne peut être considérée comme un manifeste de sa propre sensibilité, Verkade peignit surtout des natures mortes et des paysages, pour la plupart inspirés par Cézanne et Gauguin. Il a également participé à des créations de décor de théâtre, notamment pour la pièce Les Sept Princesses de Maeterlinck pour laquelle il réalisa le rideau. On lui doit des illustrations pour la revue symboliste danoise La Tour. Outre cela, on conserve dans les archives de Beuron de nombreux croquis attribués à Verkade. La plupart du temps il s'agit de portraits ou de personnages. Après les découvertes de Cézanne, il peignit des natures mortes qui plurent à Gauguin. Auprès de ses amis peintres en Bretagne, il peignit des paysans aux traits purs, au regard franc et mystique. Puis traita le paysage comme un vitrail aux couleurs denses et fortes, aux aplats très schématiques. Au contact de Charles Filiger, sa palette s'adoucit et s'enrichit d'une spiritualité digne du Trecento. Il peignit sa première œuvre religieuse avec un Saint Sébastien, étape qui le conduisit progressivement à Beuron où après des années à appliquer des règles strictes comme de détruire une Vierge qu'il avait peinte pour la chapelle du monastère car elle ne respectait pas la désincarnation obligatoire, il douta de cet art trop éloigné de la nature.
Envoyé à Munich pour se ressourcer, il rencontra le peintre Alexei von Jawlensky, essaya de retrouver ses capacités comme seize ans auparavant mais n'en était plus capable et devant l'échec renonça à peindre.

## Une carrière marquée par le voyage
Son passage à Hattem entre 1889 et le début de l'année 1891, lui permit de se familiariser avec des thèmes qui lui resteront chers, qu'il s'agisse d'une certaine représentation de la campagne à laquelle il était à l'évidence plus sensible qu'au milieu urbain, ou des portraits de paysans locaux. En effet, dans ce village hollandais, bordé de champs et de nature, Verkade s'adonna sérieusement au genre du paysage. Dans son autobiographie Le Tourment de Dieu, il écrit concernant ces séjours au vert : « La nature et surtout la forêt ont toujours eu le don de m'apaiser et de m'élever l'âme. Dans l'admiration joyeuse pour toute la beauté qui m'entourait, et que je cherchais à rendre par des formes et des couleurs, je me sentais redevenir un autre homme. » Il prit notamment comme motif récurrent, inhérent à cette période, les vaches paissant. Un autre passage de son ouvrage permet de se faire une idée assez précise de ce que rendent ses œuvres du moment. Il s'agit de la description d'un souvenir qui pourrait tout aussi bien être celle d'un tableau : « J'étais profondément enfoncé dans la rêverie et je ne cessais d'admirer le beau paysage, le vert profond des prés, le blanc et le noir des vaches, le bleu de cobalt si fin de l'horizon, le jeu délicat des couleurs, du crème au gris foncé, des nuages qui ne cessaient de se former ». Cette description, certes bien postérieure au moment vécu, laisse tout de même à penser qu'à ce moment-là, avant même d'avoir rencontré Gauguin et Sérusier, Verkade se montrait déjà très sensible au jeu des formes et des couleurs, donc à la composition sur la toile. (Il se montrait d'ailleurs sceptique face à l'enseignement reçu à l'Académie Royale des Beaux-Arts d'Amsterdam principalement en raison de cela: au terme de quatre années d'études, bien peu d'élèves étaient capables de créer un tableau, soit avant tout, une composition établie selon des règles bien précises). 
Initié par ses lectures (biographie du peintre Jean-François Millet, Balzac, Zola, Goncourt ou Flaubert) à la culture française, et curieux de découvrir le milieu symboliste dont il a eu un aperçu en 1890, lors d'une visite à Bruxelles de l'exposition des Vingt (qu'il verra une seconde fois en 1891, lors d'une escale avant Paris), Verkade se dirige avec curiosité et soif d'apprendre vers Paris, pour un premier séjour relativement court (deux mois). Il le reconnaît lui-même, il a eu la chance d'arriver dans cette ville à un moment où il se passait quelque chose de culturellement fort. Rapidement, par l'intermédiaire de Meyer de Haan, il lie connaissance avec Gauguin, mais ne devient son disciple qu'indirectement, grâce à Paul Sérusier qui le prend sous son aile et le fait entrer dans la mouvance nabie. Verkade se rend aussi régulièrement au café Voltaire où critiques et littérateurs symbolistes se donnaient alors le mot. Il rencontre ainsi Moréas, Albert Aurier, le critique Charles Morice et le poète Adolphe Retté (parallèle intéressant, ce dernier a également publié un ouvrage sur sa conversion au catholicisme, démarche qui aura sans doute inspiré Verkade par la suite). D'autre part, il fréquente la galerie du père Tanguy dans laquelle il admire les tableaux des impressionnistes Pissarro, Monet, Cézanne, Degas...
Si courte soit-elle, cette incursion parisienne aura été décisive dans le destin de peintre de Verkade, puisqu'il y noua bon nombre de contacts et d'amitiés pour certaines indéfectibles (à l'image de celles entretenues avec les nabis Maurice Denis, Paul Sérusier et Mogens Ballin), et s'inséra pour un temps dans la mouvance symboliste et synthétiste de Gauguin, son maître à penser pictural. Durant ce séjour, Verkade réalisa des natures mortes, en appliquant les règles du synthétisme (peinture par aplats, accentuation des formes et des couleurs, usage d'une palette limitée, primauté de la sensation sur le réel...), et la mention d'un modèle devenue sa « petite amie » laisse à penser que divers croquis ou portraits, désormais égarés, devaient se rattacher à cette période-là. 
Paris fut aussi le lieu de découverte d'une certaine histoire de l'art, par de multiples visites du Louvre où pour la première fois, et c'est important, Verkade admira les Primitifs Italiens. La simplicité pieuse, la beauté dépouillée qui se dégageaient de ses œuvres lui firent grosse impression et ne furent sans doute pas étrangères à sa conversion comme le laisse pressentir cet autre extrait du Tourment de Dieu : « À cette époque déjà, je pressentais que leur art n'était pas seulement le produit de considérations esthétiques et d'essais techniques, comme l'a été en général la peinture moderne, mais l'expression naturelle et simple de leurs âmes profondément religieuses "Sans religion, il n'y a pas d'art réellement grand, tout grand art a été au service de la religion. »
Pourtant, Verkade trop sujet aux débordements, accaparé par le mouvement d'une ville ne laissant aucun répit, finit par se lasser de Paris où il n'arrivait pas à peindre comme il voulait. Cette motivation le conduisit, sur les conseils de Sérusier, vers la Bretagne où il se rendit d'abord à Pont-Aven en compagnie de Mogens Ballin. Sérusier ne tarda guère à les rejoindre et les mener à Huelgoat où il avait ses habitudes. Certes, Verkade et Ballin ne sont ni les premiers, ni les seuls peintres à fréquenter la Bretagne, généralement appréciée par les artistes pour ses paysages, ses coutumes, et son aspect financièrement abordable (aspect sans lequel Gauguin n'y aurait sans doute jamais mis les pieds), mais cette région eut, à n'en pas douter, une forte influence sur eux et marqua un changement de cap dans leurs existences, notamment quant à leurs convictions religieuses. Il faut dire que la vie religieuse dans la Bretagne de cette fin de siècle est demeurée intense. Respect de la liturgie, des cérémonies catholiques, processions, omniprésence des calvaires... À cela s'ajoute l'aspect folklorique des habits, la simplicité rustique et pieuse de la population, la diversité et le charme des paysages... Autant de sources d'inspiration esthétiques et spirituelles qui menèrent Verkade à produire de nouveaux paysages, plutôt à la manière d'un Gauguin ou d'un Sérusier, ainsi que des portraits au fusain, beaucoup plus personnels, pour lesquels il faisait généralement poser les jeunes filles et les femmes du village toujours selon une même position, mains timidement croisées sur les genoux. À titre d'exemples, citons ainsi Jeune Bretonne et Marie de Kervo, deux portraits datés de 1891 (voir BOYLE-TURNER Caroline, Jan Verkade disciple hollandais de Gauguin, 1989 p63). Les traits, réduits à l'essentiel mais doux et presque candides, peuvent évoquer une certaine imagerie religieuse. Verkade confie qu'une jeune paysanne du coin servit ainsi de modèle à son premier portrait de madone (cf Le Tourment de Dieu). 
Après une intercession de quatre mois en Hollande, entre octobre 1891 et février 1892, Verkade retourna en Bretagne, à Saint-Nolff principalement, village dont l'église servit de motif à plusieurs toiles. Il y fit de nouveau des croquis et des portraits dans l'ensemble assez similaires à ceux produits l'an précédent. L'évènement le plus marquant de ce second séjour réside sans conteste, dans la conversion du peintre au catholicisme, conversion réalisée à quelque temps d'intervalle de celle de son ami Ballin qui résida à Saint-Nolff avec lui. Notons que les deux hommes, a priori élevés dans des milieux spirituels différents (Verkade était mennonite, Ballin juif)  et éloignés du catholicisme ont ressenti, en même temps, au contact des mêmes personnes et des mêmes lieux, le besoin d'aller vers une conversion. 
C'est encore ensemble qu'ils décident de traverser quelques places fortes de l'Italie, de Rome à Florence en passant par Pise, tous deux éminemment épris de l'art des Primitifs. Dans l'apprentissage traditionnel d'un peintre, le voyage en Italie fait office de passage obligé. Cela dit, ce n'est guère pour copier des monuments, des tableaux ni des statues que les deux amis s'y sont empressés, mais bien pour le plaisir de visiter, en bons touristes, et d'admirer sans les copier les œuvres des Primitifs. À cela s'ajoute, une fois encore, une dimension spirituelle qui finit par les amener au couvent des Franciscains de Fiesole.
Ces premiers voyages précédant son entrée à Beuron ont leur importance dans la carrière et l'œuvre de Jan Verkade. Il apparait, dès ses débuts, comme un peintre itinérant en quête d'une certaine forme de spiritualité, soit au contact de la nature, de ses paysages, soit au contact des autres. Son univers, il l'empreinte aux symbolistes, au synthétisme de Gauguin, à la théosophie de Paul Sérusier, à sa propre sensibilité religieuse émoustillée par les aspects liturgiques parfois spectaculaires, et souvent déclencheurs d'une forme de communion, qu'il trouve au catholicisme.

## Peinture et religion

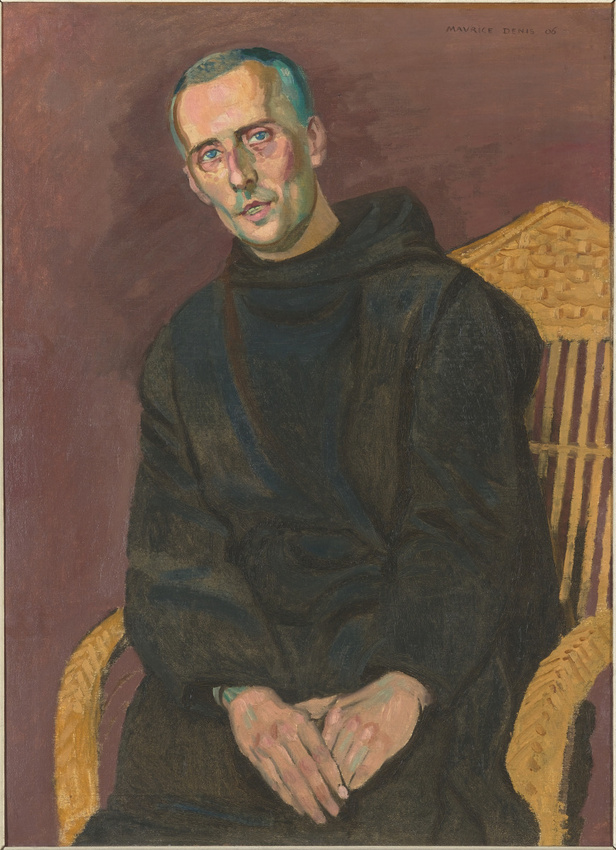
Dom Verkade peint en habit bénédictin par Maurice Denis.

Impossible d'évoquer Jan Verkade et son œuvre sans se pencher plus avant sur les motivations qui ont conduit l'homme à la pratique picturale, tant qu'à devenir moine. Car on ne peut que faire le lien entre ces deux recherches, ces deux volontés d'arriver à une fin promettant le dépassement de soi, la sublimation du réel.
Cette ascension à deux temps, il finit par la décrire dans son ouvrage Le Tourment de Dieu, qui retrace le parcours atypique d'un jeune homme a priori loin de se soucier de religion. En effet, il semble totalement s'en désintéresser au départ, bien qu'il puise dans quelques « expériences religieuses » de ses débuts, des souvenirs qui l'ont nourri et ont peu à peu modifié sa vision réfractaire dans ce domaine. C'est en cela qu'on peut parler d'ascension à deux temps ; Verkade se tourna vers la peinture avant de se tourner vers Dieu, mais les raisons qui l'y poussèrent trouvèrent un complément de réponse dans la foi. 
Pour tenter de capter l'importance de ce revirement, mais surtout pour l'expliquer, il convient de revenir sur le mysticisme prégnant chez des Nabis comme Maurice Denis, Paul Ranson, et surtout Paul Sérusier auprès duquel Verkade passa le plus de temps. Sans qu'il soit réellement question de catholicisme, exception faite de Denis, Verkade par leur intermédiaire bénéficia d'une approche de la théosophie, sorte de philosophie puisée dans différentes religions, dont la croyance principale réside en l'existence d'un Tout, d'un lien sacré entre chaque élément qui le forment. À cette discipline s'ajoutent ou se greffent l'ésotérisme et la numérologie. Lorsque Verkade fit sa connaissance, Paul Sérusier était théosophe. Il encouragea Verkade à la lecture des Grands Initiés, d'Edouard Schuré, ouvrage relativement contemporain des deux hommes et qui constituait alors la bible du théosophe. Verkade lut également Séraphita, de Balzac, ouvrage méconnu à forte teneur théosophique. Ces lectures, accompagnées de fréquents débats, jouèrent un rôle important dans l'éveil spirituel de Verkade. Sérusier lui fit admettre l'existence d'un être plus parfait que l'Homme, d'une puissance supérieure. À partir de là, et comme ces lectures et ces discussions se tenaient dans la très religieuse Bretagne, précédemment décrite, le plus gros du chemin vers la foi était fait. Verkade découvrait en même temps qu'une autre manière de peindre, une autre manière de penser, moins rationnelle, plus mystique. En cet été 1891, Sérusier, s'il continue à la lettre l'application des principes de Gauguin, se sent le devoir d'aller plus avant, en peinture, vers une dimension spirituelle proche de ses convictions. Peindre ne se limite plus à un acte de représentation, de recréation du monde sensible. Il s'agit également de parvenir au reflet de l'immatériel, d'une certaine émanence du sacré, du divin en toutes choses, que ce soit à travers l'interprétation de la nature ou par l'évocation de figures humbles, stylisées vers le rendu d'un essentiel impalpable. La pensée et la peinture de Sérusier influencèrent beaucoup Verkade à ce moment-là. 
Plus généralement, on peut arguer que tout ce qui tend vers le spirituel, et plus encore vers un certain esprit catholique (célébrations, communion entre les êtres, message d'amour, esthétique symbolique...) ne manqua pas influencer Verkade. Revenons à ce titre sur son passage au Pouldu, où l'emprise du peintre mystique Filiger se ressent tellement sur la peinture de Verkade qu'on pourrait presque croire qu'il le copie! Filiger en effet, au même titre que Sérusier et plus tardivement du père Lenz, fait partie de ces figures à la fois religieuses et d'ores et déjà maîtres de techniques toutes personnelles, bien qu'influencées, auprès desquelles l'art de Verkade se voyait profondément transformé. Sans doute parce qu'il voyait chez ces peintres des modèles sensibles et spirituels. 
Parvenu au monastère de Beuron, Verkade s'astreignit - sans doute non sans bonheur dans un premier temps- à respecter les règles mathématiques édictées par le Père Désidérius Lenz. Au contact de ce nouveau maître, Verkade joignit à la vie monacale la création de décors monumentaux réalisés selon les "Saintes Mesures". Un art où tout est calculé, géométrique, hiératique, imprégné des canons égyptiens et byzantins, à mille lieues de toute improvisation, ou de quelque velléité personnelle que ce soit. Pour autant, ces travaux des moines de Beuron (toujours observables à l'heure actuelle à la chapelle Saint-Maur à Beuron en Allemagne) ne peuvent être réduits qu'à cela. On y trouve en effet une monumentalité qui combinée à une recherche d'harmonie prend tout sons sens dans le cadre du renouveau de l'art sacré à cette époque. Cela étant, il semble que Verkade se soit lassé de ce type de production et qu'il ait continué à produire des croquis (des carnets sont conservés aux archives de Beuron). Il s'est même égaré une fois, selon Paul Sérusier, en représentant une Vierge qui n'en semblait pas une, aux formes opulentes, mais cet écart fut une exception. Par contre, au début du XXe siècle, il refit quelques natures mortes, a priori sans rapport avec sa vie religieuse.
Pour conclure à propos de la synergie opérée entre peinture et religiosité chez Verkade, il faut ajouter que sa première motivation pour peindre, ce qui l'a poussé à se diriger dans cette voie, c'est avant tout le désir de parvenir au "beau". Ca peut sembler simpliste, mais c'est un motif plus que recevable. Et le summum esthétique selon lui, Verkade ne tarda pas à s'apercevoir qu'il ne le trouvait que dans le catholicisme. Il ne manque ainsi, dans son ouvrage, aucune occasion de décrire l'émotion ressentie face à une procession, à l'écoute de chœurs religieux, en assistant à ses premières messes... Il y a les gestes, le son, l'odeur de l'encens, les lieux, les objets, un tout, un ensemble dont les qualités esthétiques et sensorielles ne peuvent être mises de côté pour expliquer sa conversion.

## L'expérience nabie
Ce paragraphe s'impose, bien que la période nabie en question ait été de courte durée, on peut en observer des sortes de prolongements, et ce notamment grâce aux amitiés de Paul Sérusier et Maurice Denis. Ce qui lia Verkade aux Nabis fut certainement d'une part sa curiosité naturelle, et d'autre part sa sensibilité plastique qui trouvait satisfaction devant des œuvres nabies souvent très différentes. Il y a, en effet, une forme de disparité artistique au sein de ce groupe, formé depuis deux ans déjà lorsque Verkade s'y greffe. Si Denis se plait à ancrer des scènes empreintes de religion et de mystère dans les paysages de son quotidien à Saint-Germain-en-Laye, Ranson, lui est davantage graphiste, tantôt japoniste, tantôt médiévalisant, Bonnard et Vuillard sont beaucoup plus proches d'une peinture intimiste et décorative, et enfin, Sérusier suit alors Gauguin aveuglément. C'est vraisemblablement sous l'égide de ce dernier que Verkade va en quelque sorte se faire les griffes, devenir à son tour un peintre nabi. Arguons en ce sens et à titre de rappel, que Sérusier réunit le premier ses camarades avec un mot d'ordre : Gauguin. 
Cette influence est visible chez Verkade de manière évidente dans les paysages qu'il produisit à partir de ce moment. Un point plus épineux reste à trancher qui concerne ses natures mortes. En les voyant, il apparait évident de les relier par leur style dénué de perspective, simplifié, cloisonné, à une éventuelle influence de Cézanne. Il apparait pourtant plausible, à la lecture du Tourment de Dieu, que s'il avait connaissance de l'art de Cézanne, c'était bien dans le but de plaire à Gauguin, de s'en faire accepter que Verkade peignit des natures mortes à Paris, alors qu'il fait déjà partie du cercle des Nabis. En allant dans le sens de cette hypothèse, il devient alors intéressant d'observer qu'il s'attaque à un genre que les nabis n'ont pas pour habitude d'exploiter, mais qu'il s'applique à le faire à leur manière. D'autre part, en dehors même de la période nabie, la nature morte resta une constante dans la carrière de Verkade,et semble-t-il, à partir de 1891, il en peignit toujours selon un procédé synthétiste à rapprocher de Gauguin et Sérusier. 
À l'instar des autres nabis, Verkade se rendait chaque semaine à l'atelier de Paul Ranson où se tenaient les réunions. Ces moments de franches camaraderies ont été pour lui l'occasion de se familiariser avec différentes formes d'art, d'où sa participation au décor des Sept Princesses de Maeterlinck, mais également de participer à divers débats toujours littéraires ou artistiques. Lorsqu'il était question de religion ou de philosophie religieuse, Verkade admet qu'il ne s'en mêlait pas, repoussant ces questions "à plus tard". 
Deux mois à Paris, c'est relativement court et ça ne permet pas d'ancrer Jan Verkade comme une figure persistante du courant nabi. En Bretagne, grâce à Sérusier, il fut probablement plus nabi que jamais.
D'abord parce qu'il y réalisa des œuvres où pour la première fois, il s'appliqua à mettre en pratique un certain symbolisme, au sens où le peintre devient une sorte d'interprète de la nature, d'un message subliminal qu'un œil non exercé ne saurait transmettre. Il n'est plus un simple copiste. Ensuite, ce changement dans sa perception du métier s'accompagne d'une profonde mutation intérieure et spirituelle. Une caractéristique que nombre de Nabis partageaient, entre les théosophes Ranson et Sérusier, le très catholique Denis, et plus généralement les rites qu'ils s'étaient créés, se réclamant presque comme étant une confrérie ou une sorte de société secrète. 
Même en choisissant d'opérer un retrait du monde lorsqu'il part à Beuron, Verkade ne se trouve pas à jamais isolé de ses anciens compagnons. Denis et surtout Sérusier lui rendirent plusieurs visites, entretenant avec lui une correspondance toute leur vie. Par ailleurs, en rejoignant le père Lenz et ses théories sur les mathématiques sacrées, Verkade permit à Sérusier, par ailleurs féru de numérologie, d'élargir à son tour son champ d'investigation. Si bien que dans certaines œuvres de Sérusier (L'attente à la fontaine en est un flagrant exemple), on retrouve assez clairement un hiératisme, une géométrie des corps qui ne sont pas étrangères aux lois beuroniennes. Les échanges entre ces peintres se poursuivirent donc en amitié, en théories et pratiques artistiques, bien au-delà de la période dite nabie.

## Œuvres
- Musée des beaux-arts de Brest : Trois vaches, gouache, 31,5 x 44 cm[3].

### Sources
- Verkade, Jan, Le Tourment de Dieu. Librairie de l'art catholique, Paris, 1926.
- Lenz Peter, Denis Maurice (préface), Sérusier Paul (traduction), L'esthétique de Beuron, Bibliothèque de l'occident, Paris, 1905.

### Ouvrages spécialisés
- Dury, Jean-Pierre, Willibrord Verkade. De la beauté à Dieu, Foyer Notre-Dame (Coll. « Convertis du XXe siècle », 6), Bruxelles 1952.
- Boyle-Turner, Caroline, Jan Verkade, disciple hollandais de Gauguin, 1989.
- Anquetil, Marie-Amélie, Trois peintres mystiques du groupe de Pont-Aven : Charles Filiger, Jan Verkade, Mogens Ballin, thèse de 3e cycle, Paris IV, 1974.